# 正义府
正义府（韩语：／）是一个朝鲜独立运动团体，于1924年11月在柳河县三源浦成立。创始人为梁起铎、金东三和池青天。该团体以吉林、长春、兴京、通化、桦甸、磐石、宽甸、敦化、额穆为主要活动地区。1929年，该团体并入国民府。